# Кубок Убер 1969
5-й Кубок Убер (крупнейшее международное соревнование по бадминтону среди женских команд) прошёл в сезоне 1968—1969 годов. Он начинался в четырёх квалификационных зонах — Азиатской, Австралазиатской, Европейской и Панамериканской. Обладатель кубка прошлого сезона — команда Японии — была избавлена от необходимости проходить квалификацию, и играла сразу в финальном раунде. В конце сезона четыре победителя зон съехались в Токио (Япония), где провели между собой плей-офф и определили претендента, который в финальном раунде оспорил титул чемпиона у победителя прошлого сезона.

## Команды и зоны
| Австралазиатская зона - Индонезия - Австралия - Новая Зеландия | Азиатская зона - Япония (не участвовала в квалификации) - Таиланд - Республика Корея - Индия | Европейская зона - Англия - Дания - Ирландия - Швеция - Нидерланды - ФРГ - Шотландия - ЮАР | Панамериканская зона - Канада - Перу - США |

## Итоги зональных турниров
В Австралазиатской зоне Индонезия разгромила Австралию 7-0. В Азиатской зоне Таиланд обыграл Корею со счётом 5-2. В Европейской зоне в финале Англия обыграла Германию 6-1. В Панамериканской зоне США обыграла Канаду со счётом 5-2.

## Плей-офф

### Первый раунд
| Англия    | 7—0               | Таиланд |  |
| Япония    | в финальный раунд |         |  |
| Индонезия | 7—0               | США     |  |

### Второй раунд
| Индонезия | 4—3 | Англия |

## Финальный раунд
| Япония | 6—1 | Индонезия |